# Leucemia linfoide
Leucemia linfoide (ou leucemia linfocítica) é um tipo de leucemia que afeta tecidos linfoides.
Elas são normalmente divididas pelo estágio de maturação na qual clonal população linfoide parou de maturar-se:
- Leucemia linfoide aguda[1]
- Leucemia linfoide crônica

As vezes, elas são divididas pelo tipo de célula afetada:
- Leucemias de células T
- Leucemias de células B